# Ligne Delémont - Delle
La ligne Delémont - Delle est une ligne de chemin de fer suisse à écartement standard située dans le canton du Jura. Elle relie la ligne du Jura à la frontière franco-suisse.
La ligne de 40 kilomètres, qui relie Delémont à Delle via Glovelier, Porrentruy et Boncourt, a été ouverte en trois étapes entre 1872 et 1877.
Elle se poursuit en France par la ligne de Belfort à Delle, fermée au trafic voyageurs en 1992 et rouverte en 2018. 

## Histoire

### Chemin de fer Porrentruy-Delle (1872-1876)
L'idée d'une liaison de chemin de fer avec la France, depuis Porrentruy, prend forme lorsque l'assemblée communale se déclare favorable et élit un « Comité du chemin de fer par Porrentruy » le 27 janvier 1856. Le chantier débute en 1869 et les essais débutent en avril 1872. La compagnie du chemin de fer Porrentruy–Delle (PD) inaugure le premier tronçon de la ligne le 23 septembre 1872. Ce tronçon relie les gares de Porrentruy et de Delle, où il rejoint la ligne de Montbéliard à Morvillars, ouverte le 29 juin 1868 par la Compagnie des chemins de fer de Paris à Lyon et à la Méditerranée (PLM). Avec la cession de l'Alsace par la France à l'Empire allemand en 1871, Delle est devenue la gare frontalière la plus au nord entre la Suisse et la France.
L'absorption du chemin de fer Porrentruy - Delle (PD) par les Chemins de fer du Jura bernois (de) (JB) est ratifiée par un arrêté fédéral du 19 juin 1876, puis par le gouvernement bernois le 30 septembre 1876.

### Du CF Jura Bernois au CF Jura Simplon (1876-1903)
Le JB devient rapidement la principale compagnie de chemin de fer du Jura bernois à la suite de la construction de lignes et du rachat de deux autres compagnies. Le JB ouvre le tronçon Delémont–Glovelier le 15 octobre 1876. Enfin, le tronçon Glovelier–Porrentruy ouvre le 30 mars 1877. Ce dernier comporte d'importants ouvrages d'art.
L'achèvement de la ligne Délémont-Delle permet d'établir une nouvelle connexion importante entre la France et le réseau suisse à voie normale. La Compagnie des chemins de fer de l'Est, qui avait perdu en 1871 une partie de son réseau, ainsi que l'accès à la Suisse via Bâle, ouvre la ligne de Belfort à Delle le 13 août 1877. Elle construit également sa propre 2e voie entre Morvillars et Delle.
Dans les années suivantes, le JB change de nom plusieurs fois. Le 1er juillet 1884, le JB devient le Jura–Berne–Lucerne (JBL). Le 1er janvier 1890, le JBL fusionne avec la Compagnie de la Suisse occidentale et du Simplon pour former la Compagnie des Chemins de Fer Jura–Simplon (JS). Le JS est l'une des cinq compagnies ferroviaires principales qui sont nationalisées en fusionnées pour former les CFF le 1er mai 1903.

### Ligne des CFF (depuis 1903)

#### De ligne internationale à ligne locale (1903-1996)

L'armée suisse, garde le tunnel de Saint-Ursanne pendant la Première Guerre mondiale.

En plus des trains internationaux de passagers, la ligne est utilisée pour l'acheminement de trains de fret entre la France et la Suisse, afin d'éviter la traversée de l'Alsace allemande et les tarifs douaniers associés. Ainsi, les trains en provenance de France pour Bâle et Bienne transitent par Délémont. Porrentruy est en 1913 la 4e gare en termes de volume de fret échangé. La ligne entre Délémont et Bienne est considérablement raccourcie en 1915 avec la mise en service du tunnel du Grenchenberg.
L'électrification de la ligne jusqu'à la frontière française, en courant alternatif 15 kV 16 ²⁄₃ Hz, est effective en mai 1933. Les lignes françaises interconnectées à Delle sont nationalisées le 1er janvier 1938, et sont transférées à la Société nationale des chemins de fer français (SNCF). 

La ligne et la gare de Boncourt en 1950.

Après le début de la Seconde Guerre mondiale, le trafic international via Delle s'interrompt. Il reprend après la guerre et la France accepte de construire une nouvelle gare internationale à Delle en 1948. Cependant, le trafic décline côté français et la double voie entre Morvillars et Delle est déposée en 1953 pour réduire les coûts de maintenance. La SNCF abandonne son projet d'électrifier la ligne, et à la place électrifie l'itinéraire via Bâle en 1957. En dépit de cette conjoncture négative, la nouvelle gare internationale de Delle est inaugurée en 1967.
Le trajet via Delle est progressivement supplanté par les itinéraires transfrontaliers électrifiés via Bâle, Les Verrières et Vallorbe. Les derniers trains directs Délémont-Belfort (avec correspondances pour Paris) sont abandonnés le 26 septembre 1992 et la ligne ferme au transport de passagers. Les CFF suppriment le trafic fret international sur la section Boncourt–Delle le 30 juin 1993. La même année, la SNCF ferme la section Morvillars–Delle à tout trafic. À partir du changement d'horaire du 27 mai 1995, les CFF cessent de desservir la gare de Delle. En conséquence, la section Boncourt–Delle est fermée et désélectrifiée le 1er juin 1996. La gare de Delle est complètement abandonnée ; les voies sont déposées en 1996 et 1997.

#### Des projets à une réouverture avec la France (2000-2018)
Après 2000, on propose de rouvrir la ligne de Belfort à Delle et de reprendre le trafic passager international, notamment dans le cadre de l'ouverture de la ligne LGV Rhin-Rhône qui comporte une gare à Meroux sur Belfort-Delle (gare de Belfort - Montbéliard TGV). La première étape symbolique est la réouverture du tronçon Boncourt–Delle (1,6 km). Le coût d'1,3 million de francs suisses, dont 230 000 francs pour la réfection de la gare de Delle, est financé par le canton du Jura (443 000 francs), les CFF (70 000 francs) et la Confédération suisse (30 000 francs). Le solde est pris en charge par les partenaires français (région Franche-Comté, État français, RFF) et l’Union européenne, de la SNCF et de la ville de Delle. La section a dû être dégagée de la végétation qui l'avait envahie, et la plateforme a dû être régénérée. La ligne a été réélectrifiée et la gare de Delle modernisée, où une nouvelle voie a notamment été posée. Après une cérémonie d'inauguration officielle le 8 décembre 2006 par les CFF, la SNCF et la municipalité de Delle, le trafic a repris au changement d'horaire du 10 décembre.
En 2012, de grands travaux d'infrastructure, pour un coût prévisionnel de 20 millions pour la modernisation et 9,5 millions pour le renouvellement, nécessitent la fermeture de Porrentruy à Delle du 6 juillet au 12 août, et de Delémont à Porrentruy du 14 juillet au 5 août. Un service routier de substitution est mis en place. Le chantier comporte : la reprise de la géométrie des voies et la signalisation entre Delémont et Glovelier ; le prolongement ou la reconstruction des quais des gares entre Porrentruy et Boncourt ; l'entretien et/ou le renouvellement de la voie entre Courtételle et Courfaivre ; et l'entretien et/ou le renouvellement de la « ligne de contact » entre Porrentruy et Delle.
La ligne de Belfort à Delle a été reconstruite et électrifiée, inaugurée le 6 décembre 2018. Elle est à nouveau desservie depuis le changement d'horaire du 9 décembre 2018. Cependant, en 2019, il n'existe aucune desserte directe de Delémont à Belfort ; un changement est nécessaire à Belfort-Montbéliard TGV.

## Caractéristiques

### Tracé
La ligne quitte la gare de Delémont par une lègère courbe à gauche pour, devenue à voie unique, s'installer sur un axe en direction du sud-ouest, elle passe sous la route européenne 27, puis arrive en gare de Courtételle qui n'est qu'une halte voyageurs avec un unique quai latéral juste avant le passage à niveau avec la rue du Préfet Comte. Peu après son départ, la ligne croise de niveau la rue de l'Église puis elle incurve légèrement son tracé pour prendre la direction de l'ouest avant d'arriver en gare de Courfaivre qui dispose d'un quai central avec une voie d'évitement. Toujours sur un axe rectiligne la ligne laisse à droite l'embranchement vers le transformateur électrique avant  se dédoubler pour l'entrée en gare de Bassecourt qui dispose de deux quais latéraux. Toujours en direction de l'ouest, la ligne s'incurve légèrement sur la droite avant d'arriver dans les installations plus importantes de la gare de Glovelier qui dispose d'un quai central pour les voyageurs et de nombreuses voies de services pour les marchandises,.

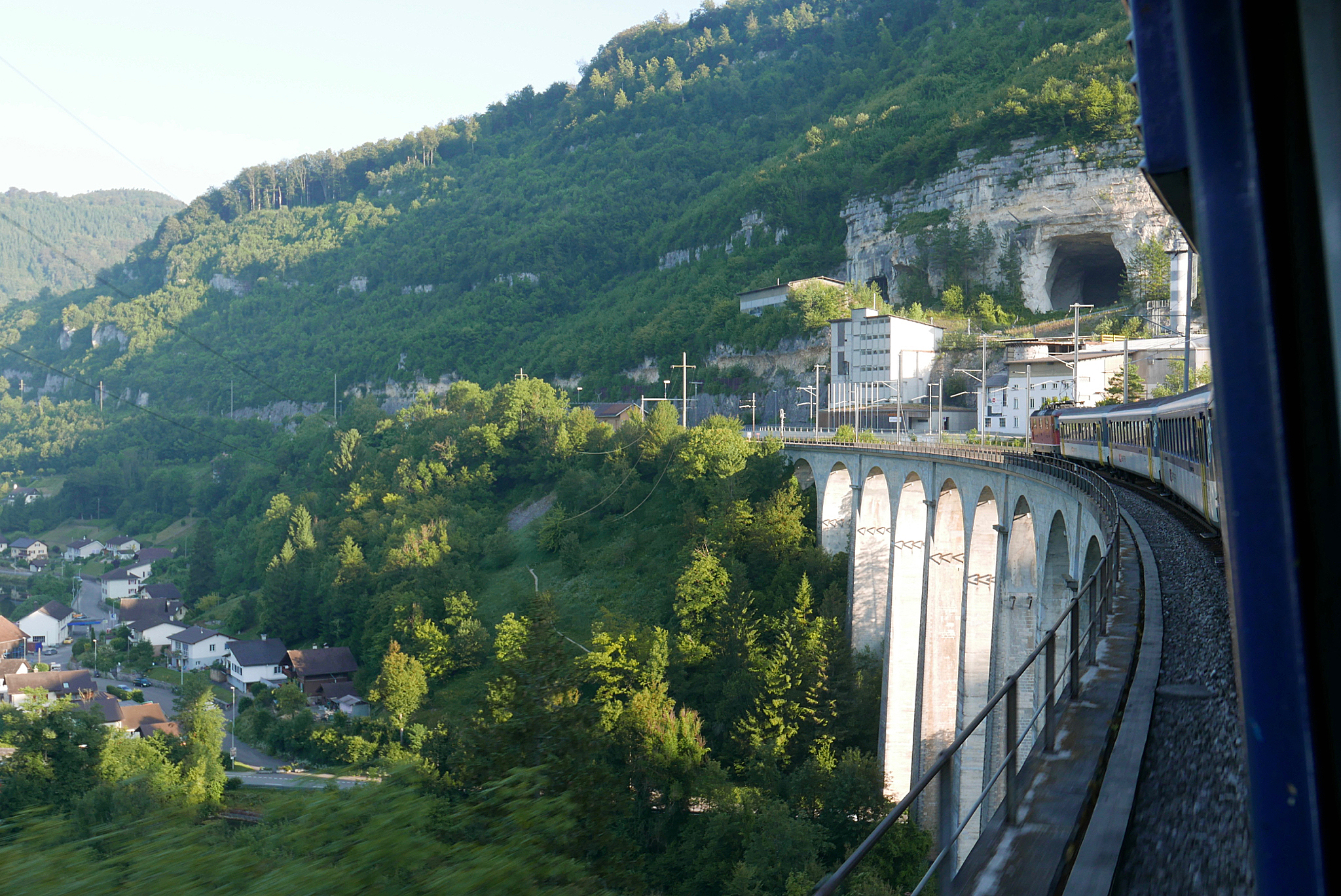
Viaduc courbe de Combe-Maran.

À la sortie de la gare la direction est franchement nord-ouest, elle laisse la voie métrique de la ligne de  La Chaux-de-Fonds au Noirmont et à Glovelier s'éloigner sur la gauche, et entre dans le long tunnel de Glovelier, elle en sort en prenant la direction du nord pour passer par une série d'ouvrages d'art avec le tunnel de Montmelon, le pont puis le tunnel de Malvie et enfin le viaduc courbe de Combe-Maran qui se termine par l'entrée en gare de Saint-Ursanne qui dispose d'une voie d'évitement. À la sortie de la gare, la voie unique reprend la direction de l'ouest avant de pénétrer dans le tunnel du château qui précède le tunnel de Croix qui est sur un axe en direction du nord-ouest. Après la sortie la voie suit une légère courbe à gauche avant de s'engager dans une courbe à droite qui se termine en direction du nord-est avant d'entrer en gare de Courgenay qui dispose d'une voie d'évitement et d'un quai central,. 
À la sortie elle laisse à droite l'embranchement Gefco utilisé pour le chargement des voitures sur les trains. Puis par une longue courbe sur la gauche elle prend la direction du Nord. Elle effectue une longue courbe à gauche qui passe par le viaduc du Noir-Bois au-dessus de l'autoroute E27 pour prendre la direction de l'ouest sur un tracé rectiligne en parallèle de la voie autoroutière. Elle rejoint la voie de la ligne de Porrentruy à Bonfol avant de prendre une courbe serrée à droite que les deux voies suivent en parallèle pour rejoindre un axe sud-nord avant d'entrer en gare de Porrentruy. Elle dispose de trois voies à quai, avec un quai latéral et un quai central et de plusieurs voies de service ainsi qu'un faisceau de triage en cul-de-sac,.

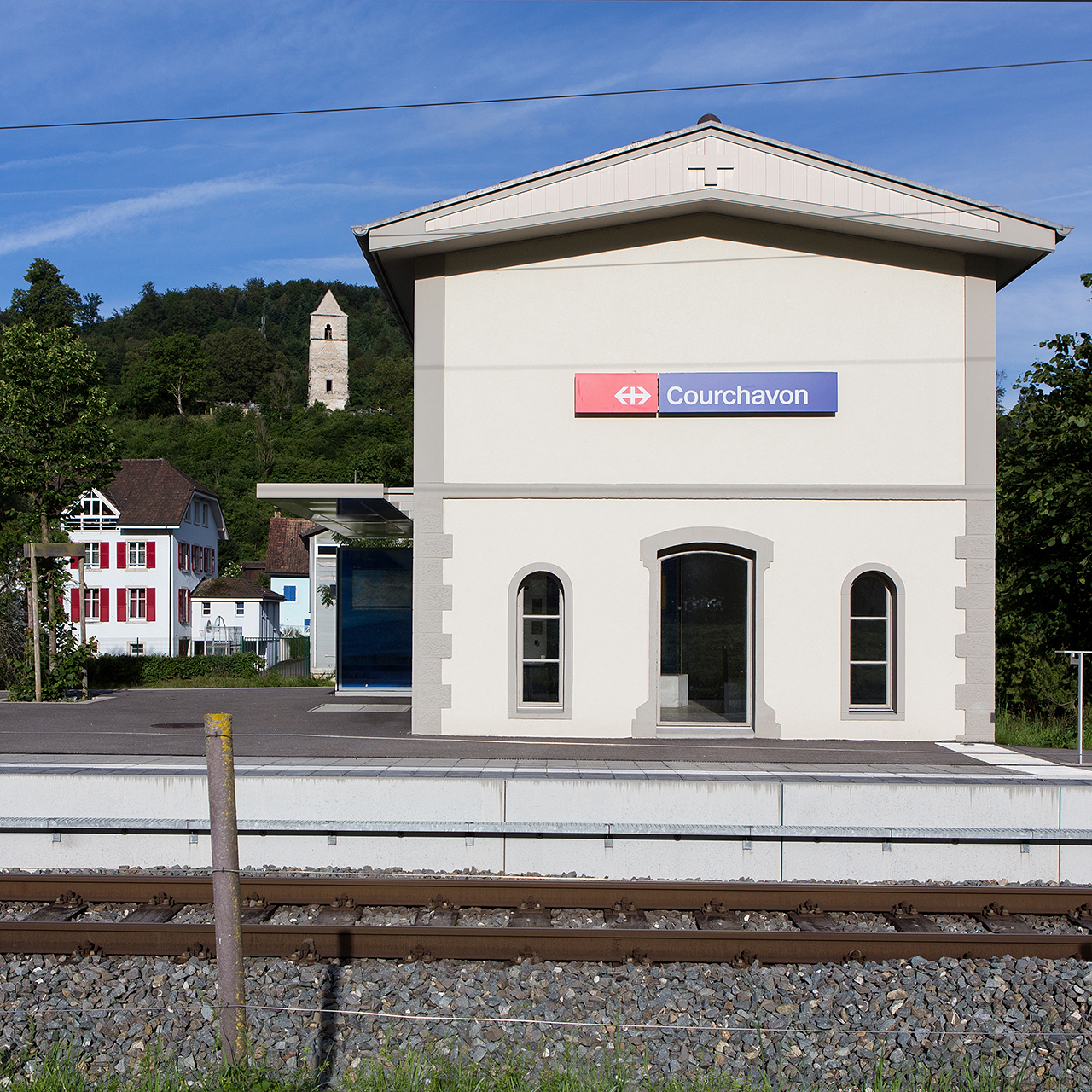
Bâtiment et quai reconstruits de la halte de Courchavon.

La voie quitte la gare par une courbe à gauche qui l'amène en direction du nord-ouest avant une suite gauche et droite pour se présenter devant l'entrée du tunnel de Courchavon, en courbe sur la droite. Peu après la ligne arrive, sur un axe sud-nord, à la halte de Courchavon qui dispose d'un quai latéral. La ligne reprend sa route en direction du nord, puis s'incurve vers la gauche et se dédouble pour entrer en gare de Courtemaîche, gare d'évitement avec un quai central et des voies de service. Elle quitte cette gare en direction du nord-est et après une longue ligne droite laisse la ligne militaire de Ligne de Courtemaîche à Bure se débrancher sur la gauche. Elle passe ensuite la halte de Grandgourt, qui dispose d'un quai latéral. La ligne se décale sur la gauche par une courbe à gauche suivi d'une courbe à droite et après un parcours rectiligne, en direction du nord-ouest, elle arrive à la halte de Buix, qui dispose d'un quai latéral. Toujours sur le même axe elle rejoint les abords sud de la localité de Boncourt pour, par une courbe à droite, se diriger vers le nord et entrer dans la gare de Boncourt qui dispose d'une voie d'évitement, un quai central et une voie de service,.
La ligne suit une ligne parallèle au cours de l'Allaine et franchit la frontière entre la France et la Suisse avant de s'incurver légèrement sur la gauche pour arriver en gare de Delle où elle s'embranche sur la ligne de Belfort à Delle,.